# Max Gebhardt
Max Gebhardt (* 27. Februar 1904 in Niederzwönitz; † 17. August 1993 in Dresden) war ein deutscher Langstreckenläufer.
Bei den Olympischen Sommerspielen 1936 in Berlin wurde er Siebter über 10.000 m.
1933 wurde er Deutscher Meister über 5000 m und 1949 DDR-Meister über dieselbe Distanz. 1950 wurde er DDR-Meister über 10.000 m.
Max Gebhardt startete zunächst für den Chemnitzer Polizeisportverein, danach für den SV Allianz Dresden und in der Frühzeit der DDR für die BSG KWU Dresden.

## Persönliche Bestzeiten
- 5000 m: 15:03,5 min, 13. August 1933, Köln
- 10.000 m: 31:17,4 min, 10. Juli 1938, Königsberg